# Harave, Hunsur
Harave là một làng thuộc tehsil Hunsur, huyện Mysore, bang Karnataka, Ấn Độ.